# Salmorra
|  | Aquest article tracta sobre el líquid salat. Si cerqueu l'entremès popular, vegeu «Samorra». |

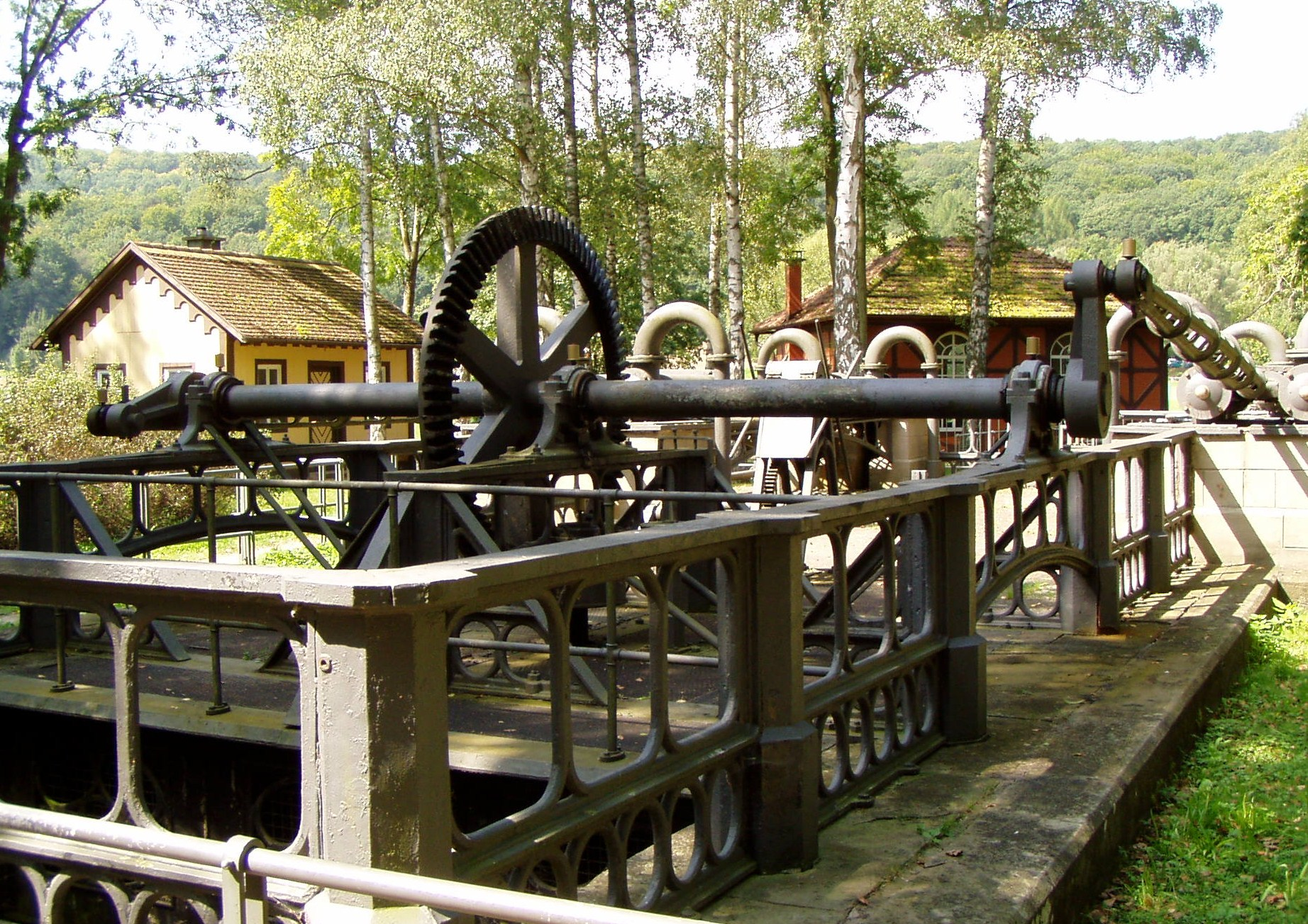
Bomba per la salmorra de 1848 de Bad Kissingen, Alemanya.

La salmorra o aigua-sal és una dissolució aquosa de la sal en l'aigua. Normalment aquesta sal és el clorur de sodi.
Segons els casos la salmorra pot fer referència a dissolucions en sals que van des d'un 3,5% (la concentració típica de l'aigua marina que també és la concentració més baixa per salmorrar aliments) fins al voltant del 26% (una típica solució saturada) depenent de la temperatura.
El salmorrat és un sistema de conservar els aliments molt antic i fins a l'arribada dels sistemes moderns de conservació resultava tan imprescindible que la sal era un producte estratègic. Històricament s'ha utilitzat molt en conserva de molts aliments i molt especialment el peix que ràpidament es podria (arengada i bacallà principalment). La sal impedeix la proliferació de la majoria dels microorganismes. La concentració de sal i el temps durant el qual se submergeixen els aliments és variable. En el cas d'adobat i conservació de les olives es fa servir una concentració de sal entre el 6 i el 10% i s'afegeixen herbes aromàtiques i altres productes.

## Salmorra en la natura
La salmorra també es pot referir a aigües salades que es presenten de manera natural que es poden aprofitar en les explotacions de terra endins anomenades salines. El contingut de sòlids dissolts en l'aigua subterrània és molt variable segons les localitats on es trobin, tant en termes de constituents específics (per exemple, halita, anhidrita, carbonats, guix, sals fluorades i sals sulfatades) com respecte al nivell de concentració. Fent servir una de les classificacions de l'aigua subterrània basada en el contingut total de sòlids dissolts, és salmorra l'aigua que en conté més de 100.000 mg/L.
- Els 0 ° de temperatura en l'escala Fahrenheit inicialment es va posar en la temperatura més freda que Daniel Gabriel Fahrenheit podia reproduir amb més exactitud a través de la congelació amb salmorra.[3]